# جويل بريتون
جويل بريتون (بالإنجليزية:Joel Breton) ( ولد في 26 سبتمبر عام 1971) هو منتج ألعاب فيديو ، مصمم ألعاب فيديو و دي جي . معروف بإنتاجه لعدة ألعاب فيديو حصلت على جوائز مثل دوك نوكم (Bomberman Live ، (Duke Nukem و Pirates of the Caribbean .
بدأ جويل في عالم صناعة ألعاب الفيديو منذ 1993 حيث قام بإنتاج لعبة مورتال كومبات ، منذ ذلك الحين قام بإنتاج أكثر من 20 لعبة على أكثر من 20 منصة ألعاب . كما قام بصنع أكثر من 100 لعبة على الإنترنت و التي قام بلعبها عدد كبير من اللاعبين . عمل جويل في شركة جي تي إنتراكتيف و قام بإنتاج ألعاب لها مثل دوم .

## روابط خارجية
- جويل بريتون على موقع IMDb (الإنجليزية)